# Roberto Bellarosa
Roberto Bellarosa (Wanze, Valônia, Bélgica, 23 de agosto de 1994) é um cantor belga.
Em 2013, foi escolhido para representar a Bélgica no Festival Eurovisão da Canção 2013 com a canção "Love Kills" (cantado em inglês) composto por e escrito por Jukka Immonen, Andreas Anastasiou, Iain James, que concoreu na 1ª semi-final e terminou em 5º lugar com 75 pontos, passando á final, onde terminou em 12º lugar com 71 pontos.